# Joaquim Botet i Sisó
Joaquim Botet i Sisó (Girona, 1846 - 1917) fou un arqueòleg, numismàtic i historiador català.

## Biografia
La família Botet era originària de Lloret de Mar però a mitjan segle xix es va instal·lar a Girona. Eren botiguers d'ofici, però segurament amb una certa tradició militar. Els seus pares eren Climent Botet i Franquesa i Dolors Sisó i Rovira. Van tenir cinc fills: Enric, Josep, Narcís (militar i pare de Carles Botet i Vehí), Àngela i Concepció. Joaquim Botet va néixer el 1846.
Posteriorment va estudiar dret a la Universitat de Barcelona, on va ser influït pels seus professors catalanistes. En acabar la carrera, decidí no exercir i dedicar-se a iniciatives cíviques, així com difondre el patrimoni gironí. Dirigí el setmanari Lo Geronés i La Renaixença de Barcelona. Molt reconegut en el terreny acadèmic, fou president de l'Associació Literària de Girona, acadèmic de l'Acadèmia de Bones Lletres de Barcelona i acadèmic corresponent de la Real Academia de la Historia.
Va col·laborar en la Revista de Gerona, Lo Rat Penat, La Gramalla, L'Avenç i La Ilustració Catalana. El 1875 va guanyar el premi de la Real Academia de la Historia de Madrid amb una monografia sobre Empúries, publicada el 1879. Va publicar un dels primers treballs moderns importants sobre arqueologia i numismàtica de Catalunya.
El 1894, va fundar el primer Centre Catalanista de Girona, que es va federar amb la Unió Catalanista, juntament amb les agrupacions catalanistes de Celrà i Bordils.
Políticament va ser regidor de Girona (1894-1897) i diputat provincial (1881-1888). També fou jutge municipal (1882-1883) i conservador del Museu Provincial (1896-1904). Fou tresorer de la Junta Permanent d'Unió Catalanista el 1898 i el 1901 fundà el Centre Catalanista de Girona i sa Comarca.

## Obres
- Empúries: Noticia histórico-arqueológica de Emporion (1879)
- Sarcófagos romano-cristianos esculturados que se conservan en Cataluña (1895). Redactà el volum dedicat a la província de Girona de la
- Geografia General de Catalunya dirigida per Francesc Carreras i Candi (volum dedicat a la província de Girona).
- Les monedes catalanes (1908-1911), premi Martorell del 1907.
- Condado de Gerona. Los condes beneficiarios (1890)
- Cartoral de Carlemany (1905-1909)
- Botet i Sisó, Joaquim «Las Medas» ( PDF). La Renaixensa, escanejat i hostatjat al web de la Biblioteca de Catalunya, Any 02, núm. 02, 15-02-1872, p. 15-17.
- Obra numismàtica i esparsa de Joaquim Botet i Sisó. reedició commemorativa.  Societat Catalana d'Estudis Numismàtics, Institut d'Estudis Catalans, 1997. ISBN 84-7283-379-8.